# Chemins de fer yougoslaves
Les chemins de fer Yougoslaves (en croate : Jugoslavenske Željeznice ; en macédonien : Југословенски Железници, Jugoslovenski Železnici ; en Serbe : Југословенске Железнице, Jugoslovenske Železnice ; en slovène : Jugoslovanske Železnice), identifiés également par le sigle JŽ (ЈЖ en cyrillique), étaient la compagnie nationale de chemin de fer de Yougoslavie, active entre la fin de la Première Guerre mondiale et la scission du pays, dans les années 1990.

## Histoire

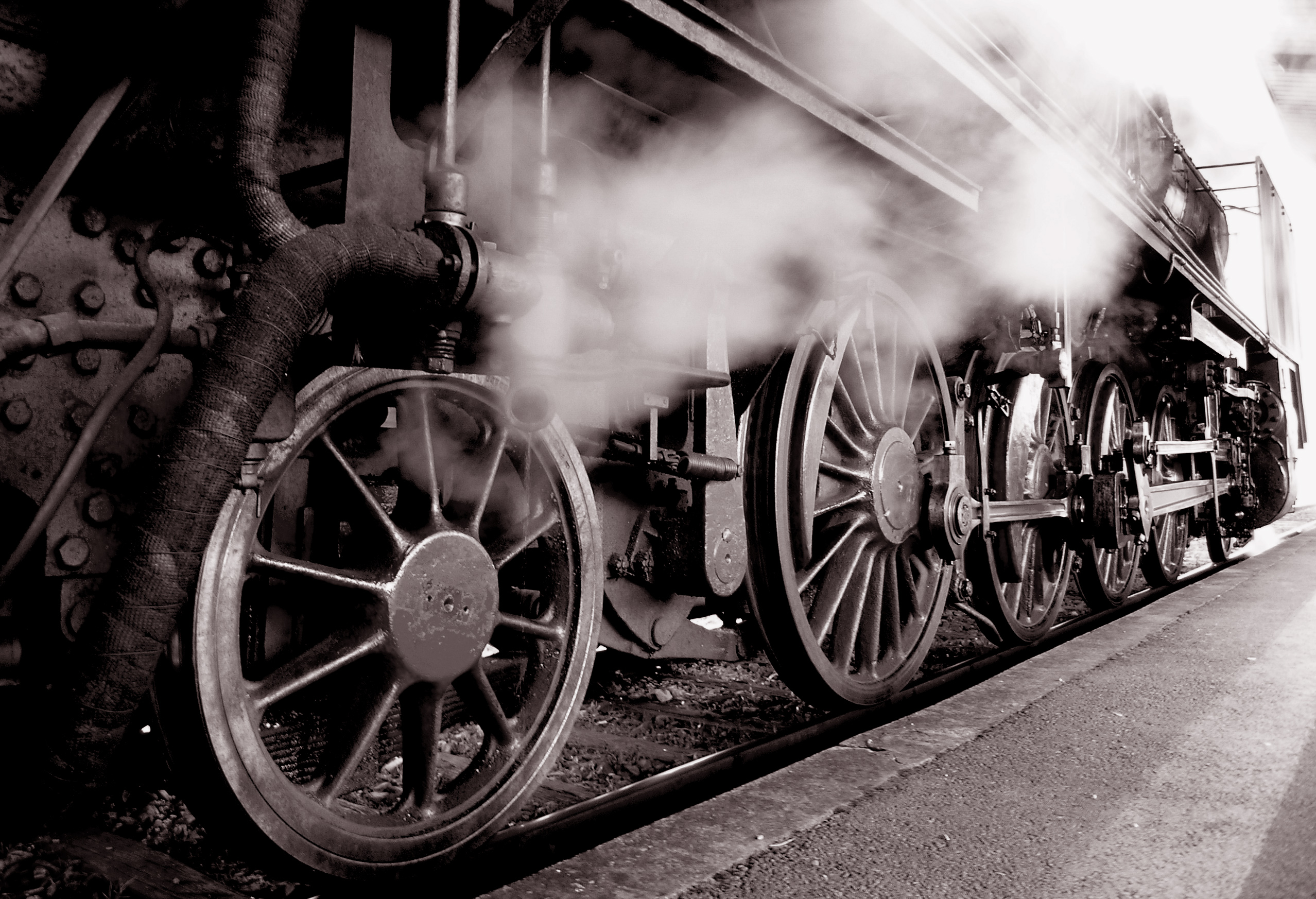
Les roues d'une locomotive à vapeur, des chemins de fer yougoslaves. Décembre 2014.

La compagnie est initialement constituée comme Compagnie des chemins de fer du royaume des Serbes, Croates et Slovènes par fusion des compagnies existantes dans ces ex-pays. En 1929, le nom change avec l'avènement de la fédération yougoslave pour devenir les chemins de fer de l'état Yougoslave (JDŽ).
En 1941, deux nouvelles compagnies sont temporairement créées : les chemins de fer de l'état croate (HDŽ) et de l'état Serbe (SDŽ). En 1952, les compagnies sont fusionnées sous le nom de chemins de fer yougoslaves.
Dans les années 1990, la société perd progressivement des entités au fil de la désintégration du pays, pour enfin donner : au Monténégro, les Željeznica Crne Gore (ŽCG), en Croatie, les Hrvatske željeznice (HŽ), en fédération de Bosnie-et-Herzégovine, les Željeznice Federacije Bosne i Hercegovine (ŽFBiH), en république serbe de Bosnie, les Željeznice Republike Srpske (ŽRS), en Macédoine, les Makedonski Železnici (MŽ), en Slovénie, les Slovenske železnice (SŽ), en Serbie, les Železnice Srbije (ŽS) - Serbia, au Kosovo, les Hekurudhat e Kosovës.